# Scrancia margaritacea
Scrancia margaritacea är en fjärilsart som beskrevs av M.Gaede 1928. Scrancia margaritacea ingår i släktet Scrancia och familjen tandspinnare. Inga underarter finns listade.